# Camp Cornette
Camp Cornette fue un grupo de atletas de lucha libre profesional (Stable) con tendencias a roles de villanos (Heel) en la World Wrestling Federation, durante 1995 y 1997. Su nombre se debe a su mánager, Jim Cornette.

## Historia
Cornette debutó en la entonces WWF el año 1993, como el vocero estadounidense de Yokozuna. Cornette comenzó una facción el 2 de abril de 1995 durante WrestleMania XI, cuando Yokozuna apareció como la pareja sorpresa de Owen Hart para enfrentarse a The Smokin' Gunns, derrotándolos ara así obtener los Campeonato Mundial en Parejas de la WWF. Cornette comenzó a llamar al tag team como Camp Cornette.
En el episodio del 21 de agosto de 1995 de Monday Night RAW, el evento principal contó con una lucha por equipos entre Allied Powers (Lex Luger y British Bulldog) contra Men on a Mission (King Mabel y Sir Mo). Sin embargo, Luger no se presentó y fue reemplazado por el entonces Campeón de la WWF Diesel. Bulldog traicionó a Diesel y se convirtió en heel, lo que marcó el final del equipo de Allied Powers. Bulldog formó una alianza con Cornette, uniéndose al Camp Cornette.
En In Your House 3, British Bulldog demostró ser útil para Camp Cornette cuando sustituyó a Owen Hart y se convirtió en compañero de Yokozuna durante una defensa del Campeonato de Parejas contra Diesel y Shawn Michaels. Hart apareció en ringside durante la lucha, lo que llevó a Diesel y Michaels a ganar los cinturones cuando Diesel cubrió a Hart después de un Jackknife Powerbomb. Sin embargo, dado que Hart no era el hombre legal, a Hart y Yokozuna se les devolvieron los títulos. En Survivor Series, comenzaron a surgir problemas entre Camp Cornette cuando Bulldog se colocó en el equipo oponente de Hart y Yokozuna en una lucha clásica de Survivor Series 4 contra 4. Bulldog formó equipo con Shawn Michaels, Ahmed Johnson y Psycho Sid, mientras que Hart y Yokozuna formaron equipo con Razor Ramon y Dean Douglas. Michaels, Johnson y Bulldog fueron los únicos sobrevivientes de la lucha.
En el Royal Rumble de 1996, debutó el nuevo miembro de Camp Cornette, Vader, como participante en el combate Royal Rumble. Vader luchó contra su compañero de equipo Yokozuna, lo que provocó que Yokozuna abandonara Camp Cornette y se convirtiera en face. Yokozuna se convirtió en el principal enemigo de Camp Cornette. En WrestleMania XII, Vader, Owen Hart y The British Bulldog derrotaron a Yokozuna, Ahmed Johnson y Jake Roberts en una lucha por equipos de seis hombres. La rivalidad de Vader y Yokozuna culminó en un combate individual en In Your House 8, donde Yokozuna derrotó a Vader. Sin embargo, la luz se había cortado cuando ocurrió la lucha. Vader derrotó a Yokozuna en la transmisión televisiva de la lucha.
La siguiente pelea de Camp Cornette fue con People's Posse (Shawn Michaels, Ahmed Johnson y Sycho Sid). Vader, Hart y Bulldog derrotaron a People's Posse en una lucha por equipos de seis hombres en In Your House 9. En el pay-per-view del mes siguiente, In Your House 10: Mind Games, Hart y Bulldog cambiaron a Cornette por Clarence Mason como su nuevo mánager. Cornette continuó como mánager de Vader hasta fue reemplazado por Paul Bearer como nuevo mánager de Vader.

## Campeonatos y logros
- World Wrestling Entertainment/WWE
  - WWF Tag Team Championship Owen Hart & Yokozuna (2 veces)[2]